# Convenio de Aarhus
El Convenio sobre acceso a la información, participación del público en la toma de decisiones y acceso a la justicia en materia de medio ambiente, conocido normalmente como Convenio de Aarhus, es un tratado internacional que regula los derechos de participación ciudadana en relación con el medio ambiente. El tratado fue elaborado en el marco de la Comisión Económica de las Naciones Unidas para Europa (UNECE).

## Estados parte y entrada en vigor
El Convenio fue firmado el 25 de junio de 1998 en la ciudad danesa de Aarhus y entró en vigor el 30 de octubre de 2001. En julio de 2012, había sido firmado por 51 Estados de Europa y Asia Central (además de por la Unión Europea) y había sido ratificado por 46 Estados (además de la UE). España ratificó el Convenio el 15 de diciembre de 2004 y dos años después, en 2006, aprobó la Ley 27/2006, por la que se regulan los derechos de acceso a la información, de participación pública y de acceso a la justicia en materia de medio ambiente, que aplica en España las disposiciones del Convenio.
En la Segunda Conferencia de Partes, celebrada el 27 de mayo de 2005, en Almaty (Kazajistán), se introdujo una enmienda al Convenio relativa a la "Participación Pública en las Decisiones sobre la Liberación Intencionada al Medio Ambiente y la Introducción en el Mercado de Organismos Modificados Genéticamente". En mayo de 2015, la enmienda había sido ratificada por 27 Estados y la UE. Sin embargo, no entrará en vigor hasta 90 días después de que al menos tres cuartos de las Partes del Convenio de Aarhus la hayan ratificado.

## Contenido del Convenio
El Convenio de Aarhus se estructura en torno a tres pilares que se corresponden con tres derechos ciudadanos: el acceso a la información en materia de medio ambiente, la participación del público en la toma de decisiones y el acceso a la justicia en materia de medio ambiente.

### Acceso a la información
El acceso a la información en materia ambiente es el primero de los derechos regulados por el Convenio de Aarhus y es un requisito previo para que puedan ejercerse el resto de derechos regulados por él. El tratado recoge el derecho de acceso a la información tanto en su vertiente activa (art. 5) como en su vertiente pasiva (art. 4). La primera implica la obligación de las Administraciones Públicas de difundir la información ambiental que poseen y, en concreto, elaborar informes sobre la situación del medio ambiente en cada Estado al menos cada cuatro años. La vertiente pasiva, en cambio, implica la obligación de entregar a los ciudadanos la información en materia de medio ambiente que soliciten, en el plazo máximo de un mes.

### Participación en la toma de decisiones
La participación del público en la toma de decisiones se regula en los arts. 6 a 8 del Convenio. El art. 6 se refiere a la participación del público en la autorización para realizar determinadas actividades, que se recogen en el anexo I del tratado. El art. 7 se refiere a la participación en la elaboración de planes o programas relativos al medio ambiente. Por último, el art. 8, regula la participación en la elaboración de reglamentos.

### Acceso a la justicia
El acceso a la justicia en materia de medio ambiente se recoge en el art. 9 y es el derecho que se regula con menor detalle, de forma que los Estados parte en el Convenio tienen mayor libertad de actuación. Mientras que el art. 9.1 regula el acceso a la justicia ante violaciones del derecho de acceso a la información, el art. 9.2 se refiere a violaciones del derecho de participación en la autorización de actividades. Por último, el art. 9.3 se refiere al acceso a la justicia ante incumplimientos del Derecho del medio ambiente por parte de las autoridades públicas o de particulares. No obstante, los Estados parte del Convenio pueden establecer requisitos de acceso a los procedimientos judiciales para este último caso.

## Comité de cumplimiento
El Convenio de Aarhus recoge un mecanismo de control del cumplimiento bastante novedoso en el Derecho internacional ya que permite a los ciudadanos denunciar incumplientos del tratado, cuando en el Derecho internacional normalmente solo los Estados tienen esa capacidad. El art. 15 regula el llamado Comité de Cumplimiento, cuya actuación puede instarse mediante tres procedimientos:
- Una Parte puede denunciar el posible incumplimiento de otra Parte.
- A través de los informes de los Estados miembros el Secretariado del Convenio puede apreciar un posible incumplimiento.
- Un miembro del público (entre los que se encuentran las Organizaciones no Gubernamentales) puede hacer llegar al comité una comunicación relativa al cumplimiento de una parte.

Una vez iniciado el procedimiento, el Comité de Cumplimiento, formado por expertos legales internacionales, examina los casos y realiza recomendaciones al plenario de la Conferencia de las Partes. Hasta 2014 se habían interpuesto ante el Comité de Cumplimiento del Convenio 96 comunicaciones del público.

## El protocolo sobre emisión y transferencia de contaminantes
El Protocolo de Kiev de registro de emisión y transferencia de contaminantes del Convenio de Aarhus, conocido también como Protocolo de Kiev fue adoptado en la reunión extraordinaria de las Partes celebrada en Kiev el 21 de mayo de 2003, no obstante, las Partes del Protocolo no necesariamente han de ser Partes del Convenio y el Protocolo es, en este sentido, un acuerdo internacional independiente. En 2014, 37 Estados y la Unión Europea habían firmado el protocolo, que había sido ratificado por 32 Estados y la UE. Entró en vigor el 8 de octubre de 2009.
El Protocolo de Kiev es el primer instrumento legal internacional que obliga a realizar Registros de emisión y transferencia de contaminantes. Los Registros de emisión y transferencia de contaminantes son inventarios de la contaminación de origen industrial y de otros orígenes, como la agricultura y el transporte. El objetivo del Protocolo es "mejorar el acceso público a la información mediante el establecimiento de registros coherentes a escala nacional de la emisión y transferencia de contaminantes". El Protocolo establece la obligación indirecta de las empresas privadas de notificar anualmente a sus gobiernos nacionales sus emisiones y transferencias de contaminantes.

## Relevancia internacional
La importancia de este Convenio fue destacada por el Secretario General de las Naciones Unidas Kofi Annan (1997-2006) que declaró:
"Aunque de alcance regional, el significado del Convenio de Aarhus es global. Es con mucho la aplicación más impresionante del décimo principio de la Declaración de Río, que establece la necesidad de la participación ciudadana en los aspectos medioambientales y de que las autoridades públicas garanticen el acceso a la información medioambiental. Con ello representa la aventura más ambiciosa en el área de la democracia medioambiental tomada bajo el auspicio de las Naciones Unidas".
La influencia del Convenio de Aarhus excede el campo de lo medioambiental. En el segundo Foro de la Gobernanza de Internet, celebrado entre el 12 y el 15 de mayo de 2007, en Río de Janeiro, el Convenio fue presentado como un modelo para la participación pública y la transparencia en las operaciones de los foros internacionales.